# 대한민국 헌법 제98조
대한민국 헌법 제98조는 대한민국 헌법의 조항으로, 총3항으로 되어있다.

## 조항
①감사원은 원장을 포함한 5인이상 11인이하의 감사위원으로 구성한다.

②원장은 국회의 동의를 얻어 대통령이 임명하고 그 임기는 4년으로 하며, 1차에 한하여 중임할 수 있다.

③감사위원은 원장의 제청으로 대통령이 임명하고, 그 임기는 4년으로 하며, 1차에 한하여 중임할 수 있다.